# Tagolsheim
Tagolsheim est une commune française de l'aire urbaine de Mulhouse située dans la circonscription administrative du Haut-Rhin et, depuis le 1er janvier 2021, dans le territoire de la Collectivité européenne d'Alsace, en région Grand Est.
Cette commune se trouve dans la région historique et culturelle d'Alsace.

## Géographie

### Communes limitrophes
| Aspach     | Illfurth   |               |
| Heidwiller | Tagolsheim | Luemschwiller |
| Aspach     | Walheim    |               |

### Hydrographie
La commune est dans le bassin versant du Rhin au sein du bassin Rhin-Meuse. Elle est drainée par l'Ill,.
L'Ill, d'une longueur de 217 km, prend sa source dans la commune de Winkel et se jette  dans le Grand Canal d'Alsace à Offendorf, après avoir traversé 68 communes. 

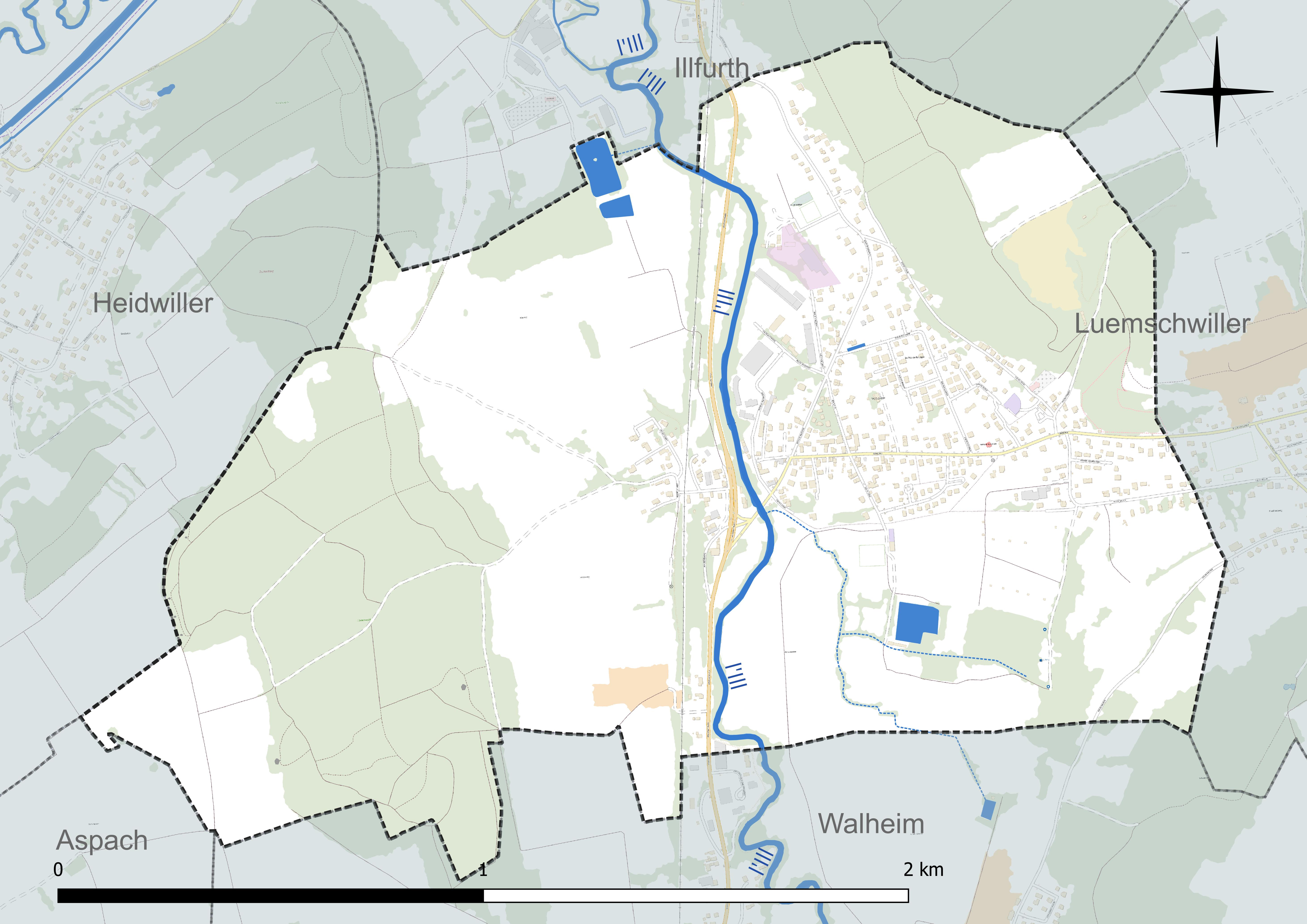
Réseau hydrographique de Tagolsheim.

### Climat
Pour des articles plus généraux, voir Climat du Grand Est et Climat du Haut-Rhin.
En 2010, le climat de la commune est de type climat des marges montargnardes, selon une étude du Centre national de la recherche scientifique s'appuyant sur une série de données couvrant la période 1971-2000. En 2020, Météo-France publie une typologie des climats de la France métropolitaine dans laquelle la commune est exposée à un climat semi-continental et est dans la région climatique  Vosges, caractérisée par une pluviométrie très élevée (1 500 à 2 000 mm/an) en toutes saisons et un hiver rude (moins de 1 °C). 
Pour la période 1971-2000, la température annuelle moyenne est de 10,2 °C, avec une amplitude thermique annuelle de 17,7 °C. Le cumul annuel moyen de précipitations est de 886 mm, avec 9,3 jours de précipitations en janvier et 9,3 jours en juillet. Pour la période 1991-2020, la température moyenne annuelle observée sur la station météorologique de Météo-France la plus proche, « Carspach », sur la commune de Carspach à 6 km à vol d'oiseau, est de 11,0 °C et le cumul annuel moyen de précipitations est de 827,7 mm. 
La température maximale relevée sur cette station est de 38,1 °C, atteinte le 4 août 2022 ; la température minimale est de −17,7 °C, atteinte le 5 février 2012,,. 
Les paramètres climatiques de la commune ont été estimés pour le milieu du siècle (2041-2070) selon différents scénarios d'émission de gaz à effet de serre à partir des nouvelles projections climatiques de référence DRIAS-2020. Ils sont consultables sur un site dédié publié par Météo-France en novembre 2022.

## Urbanisme

### Typologie
Au 1er janvier 2024, Tagolsheim est catégorisée bourg rural, selon la nouvelle grille communale de densité à sept niveaux définie par l'Insee en 2022.
Elle appartient à l'unité urbaine d'Illfurth, une agglomération intra-départementale regroupant trois  communes, dont elle est une commune de la banlieue,,. Par ailleurs la commune fait partie de l'aire d'attraction de Mulhouse, dont elle est une commune de la couronne,. Cette aire, qui regroupe 132 communes, est catégorisée dans les aires de 200 000 à moins de 700 000 habitants,.

### Occupation des sols
L'occupation des sols de la commune, telle qu'elle ressort de la base de données européenne d’occupation biophysique des sols Corine Land Cover (CLC), est marquée par l'importance des territoires agricoles (52,3 % en 2018), une proportion identique à celle de 1990 (52,3 %). La répartition détaillée en 2018 est la suivante : 
terres arables (31,7 %), forêts (30,3 %), zones agricoles hétérogènes (20,2 %), zones urbanisées (17,3 %), cultures permanentes (0,4 %). L'évolution de l’occupation des sols de la commune et de ses infrastructures peut être observée sur les différentes représentations cartographiques du territoire : la carte de Cassini (XVIIIe siècle), la carte d'état-major (1820-1866) et les cartes ou photos aériennes de l'IGN pour la période actuelle (1950 à aujourd'hui).

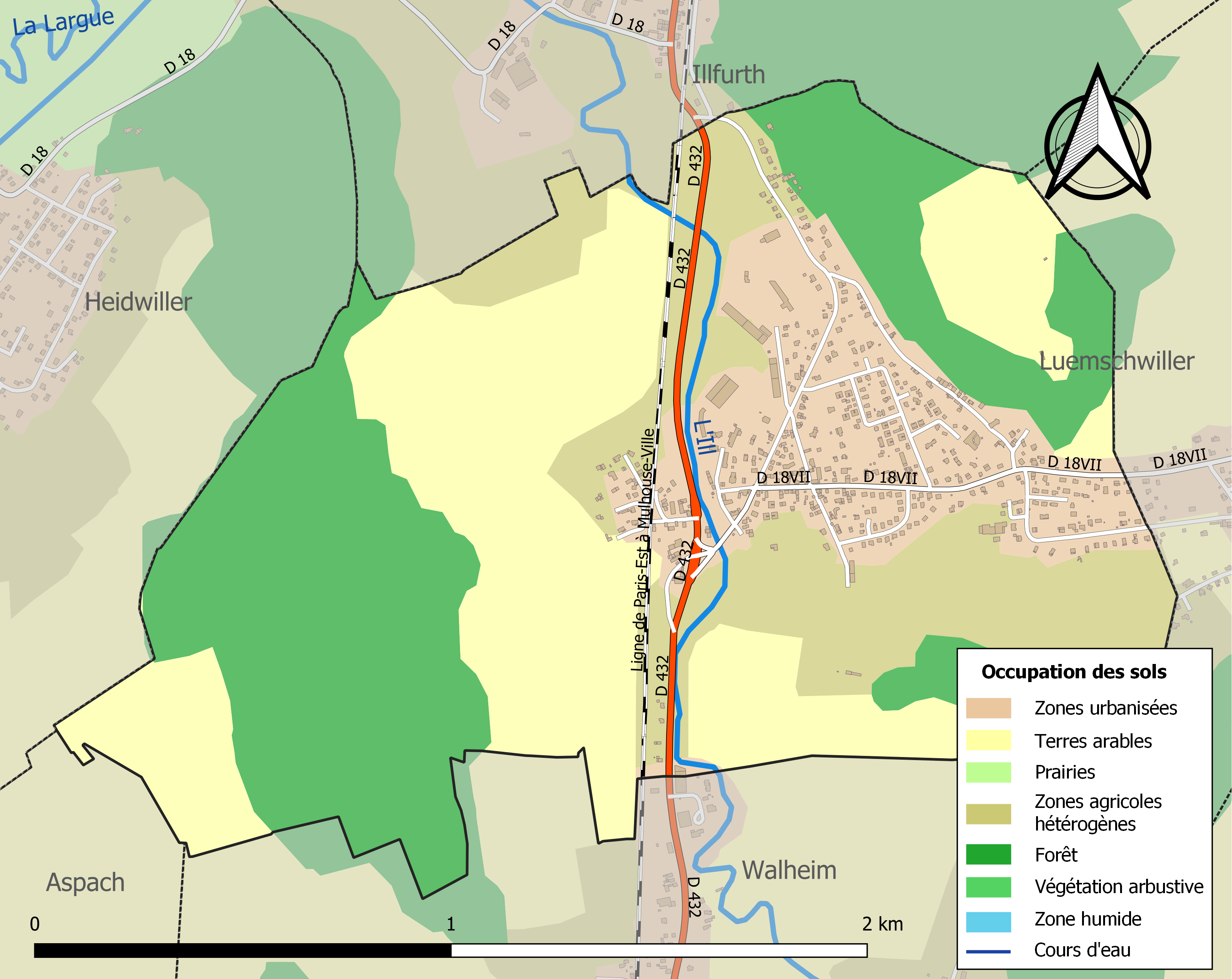
Carte des infrastructures et de l'occupation des sols de la commune en 2018 (CLC).

## Histoire

### Héraldique
| Blason de Tagolsheim | Les armes de Tagolsheim se blasonnent ainsi : « Taillé, au premier d'azur au croissant contourné d'argent, au second d'argent au rameau de buis de sinople. » |

## Politique et administration
avant 1998-2021 : Gutzwiller Francois 
2021- en cours : Hervé Wermuth

## Démographie
L'évolution du nombre d'habitants est connue à travers les recensements de la population effectués dans la commune depuis 1793. Pour les communes de moins de 10 000 habitants, une enquête de recensement portant sur toute la population est réalisée tous les cinq ans, les populations de référence des années intermédiaires étant quant à elles estimées par interpolation ou extrapolation. Pour la commune, le premier recensement exhaustif entrant dans le cadre du nouveau dispositif a été réalisé en 2004.

En 2022, la commune comptait 982 habitants, en évolution de +6,97 % par rapport à 2016 (Haut-Rhin : +0,66 %, France hors Mayotte : +2,11 %).
| 1793 | 1800 | 1806 | 1821 | 1831 | 1836 | 1841 | 1846 | 1851 |
| ---- | ---- | ---- | ---- | ---- | ---- | ---- | ---- | ---- |
| 194  | 192  | 248  | 264  | 339  | 348  | 358  | 359  | 435  |

| 1856 | 1861 | 1866 | 1871 | 1875 | 1880 | 1885 | 1890 | 1895 |
| ---- | ---- | ---- | ---- | ---- | ---- | ---- | ---- | ---- |
| 449  | 388  | 368  | 379  | 347  | 349  | 349  | 371  | 386  |

| 1900 | 1905 | 1910 | 1921 | 1926 | 1931 | 1936 | 1946 | 1954 |
| ---- | ---- | ---- | ---- | ---- | ---- | ---- | ---- | ---- |
| 366  | 362  | 368  | 308  | 407  | 426  | 428  | 439  | 452  |

| 1962 | 1968 | 1975 | 1982 | 1990 | 1999 | 2004 | 2006 | 2009 |
| ---- | ---- | ---- | ---- | ---- | ---- | ---- | ---- | ---- |
| 480  | 460  | 625  | 698  | 691  | 662  | 637  | 632  | 683  |

| 2014 | 2019 | 2022 | - | - | - | - | - | - |
| ---- | ---- | ---- | - | - | - | - | - | - |
| 844  | 949  | 982  | - | - | - | - | - | - |

## Lieux et monuments
La réserve naturelle régionale Im'Berg se trouve sur le territoire de la commune.
Au milieu de l'ancienne place du village, le long de l'Ill, se trouve ce qu'on appelle communément l'arbre de la Liberté, qui est dans ce cas un superbe tilleul !
|  |